# Al Bayda
Al Bayda este un oraș din Yemen.În 2004 avea o populație de 577.369 locuitori și este capitala governatoratului Al Bayda'.